# Сан-Хуан-Косала
Сан-Хуан-Косала́ (исп. San Juan Cosalá) — посёлок в Мексике, в штате Халиско, входит в состав муниципалитета Хокотепек. Численность населения, по данным переписи 2020 года, составила 8453 человека.

## Общие сведения
Поселение было основано в доиспанский период.
Его название Cotzalan, что с языка науатль можно перевести как: вход между змей, в дальнейшем преобразовалось в современное: Cosalá.
В 1520 году жители деревни попросили своего вождя Цакуако основать новое поселение на западной оконечности озера Чапала — Хокотепек.
В 1524 году регион был покорён конкистадорами во главе с Алонсо де Авалосом, а поселение было включено в провинцию Авалос.
Во время евангелизации местного населения к названию поселения было добавлено San Juan, в честь покровителя поселения — Святого Иоанна.
Сан-Хуан-Косала расположен на берегу озера Чапала на федеральной трассе 23, в 65 км к югу от столицы штата — города Гвадалахара, и в 9 км к востоку от административного центра — города Хокотепек.